# Pogonomyrmex desertorum
Pogonomyrmex desertorum är en myrart som beskrevs av Wheeler 1902. Pogonomyrmex desertorum ingår i släktet Pogonomyrmex och familjen myror. Inga underarter finns listade i Catalogue of Life.

## Bildgalleri

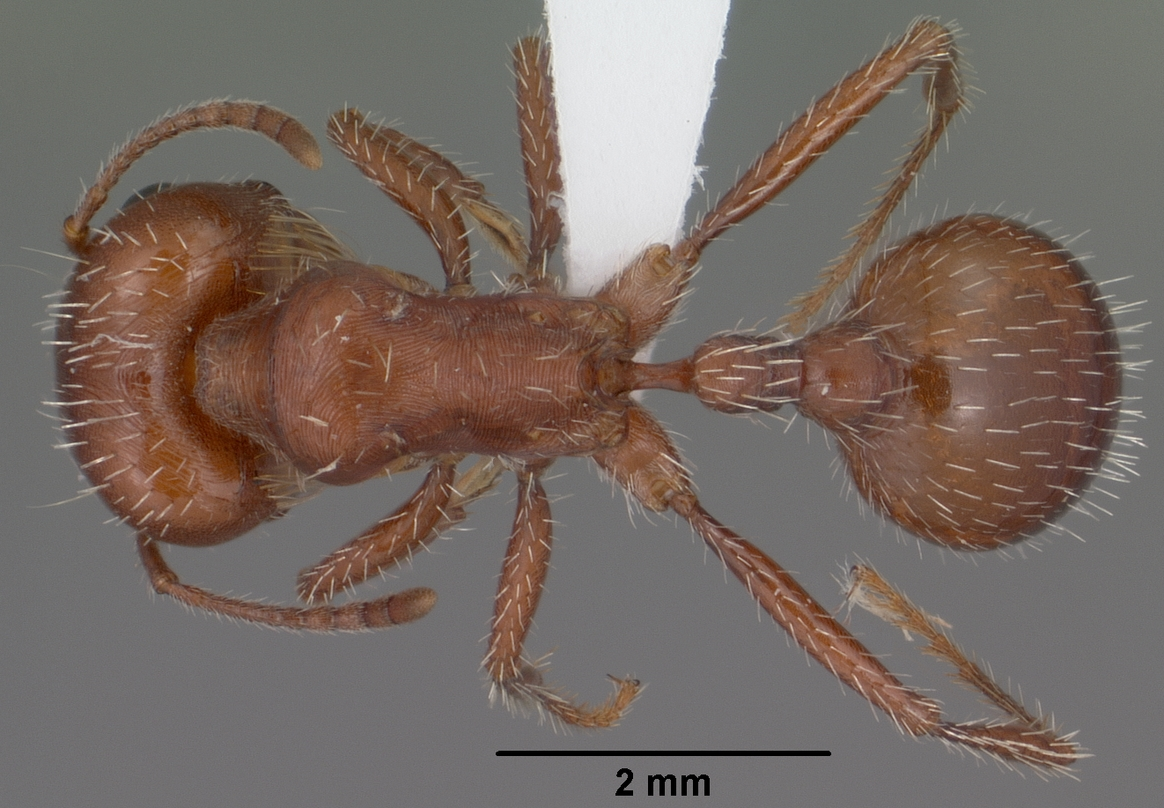
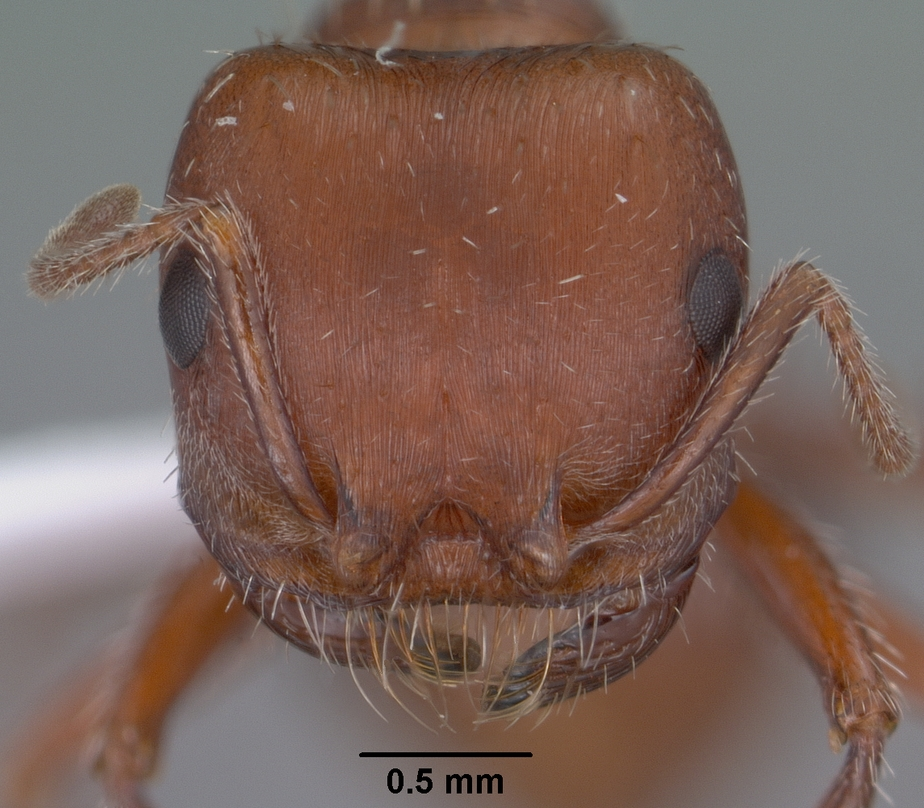
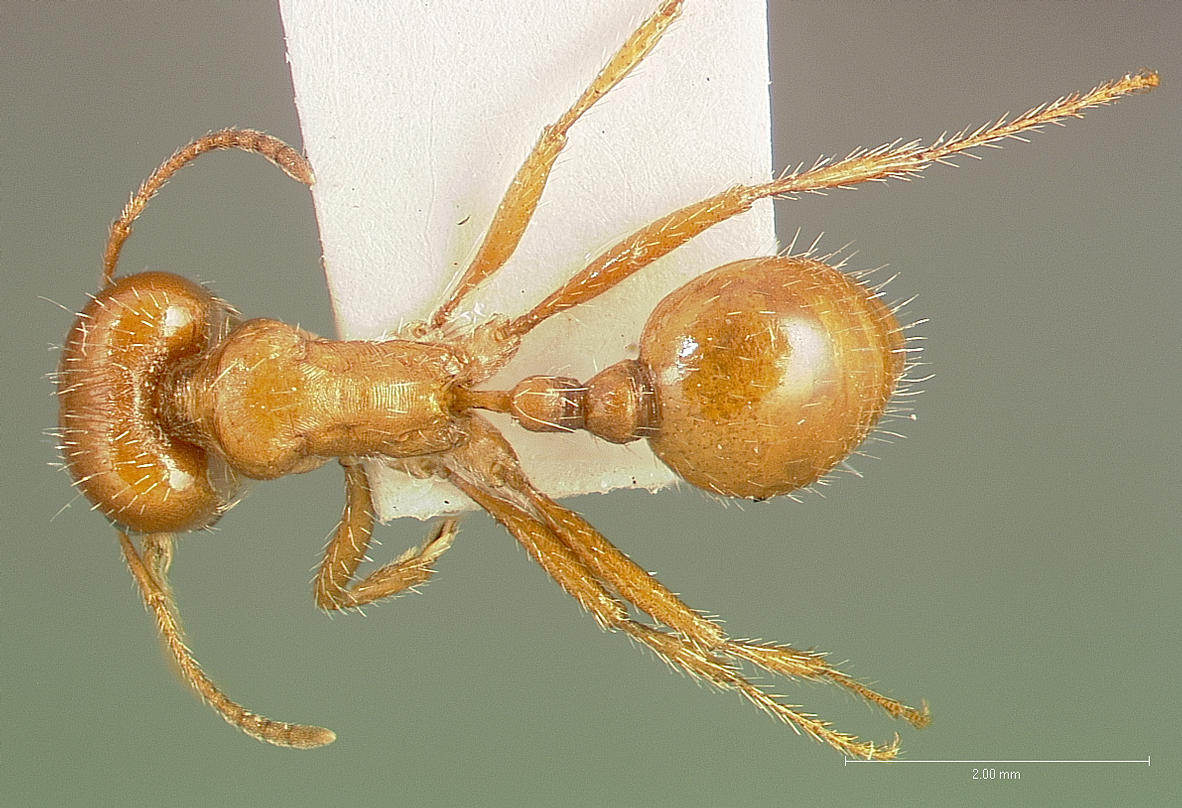
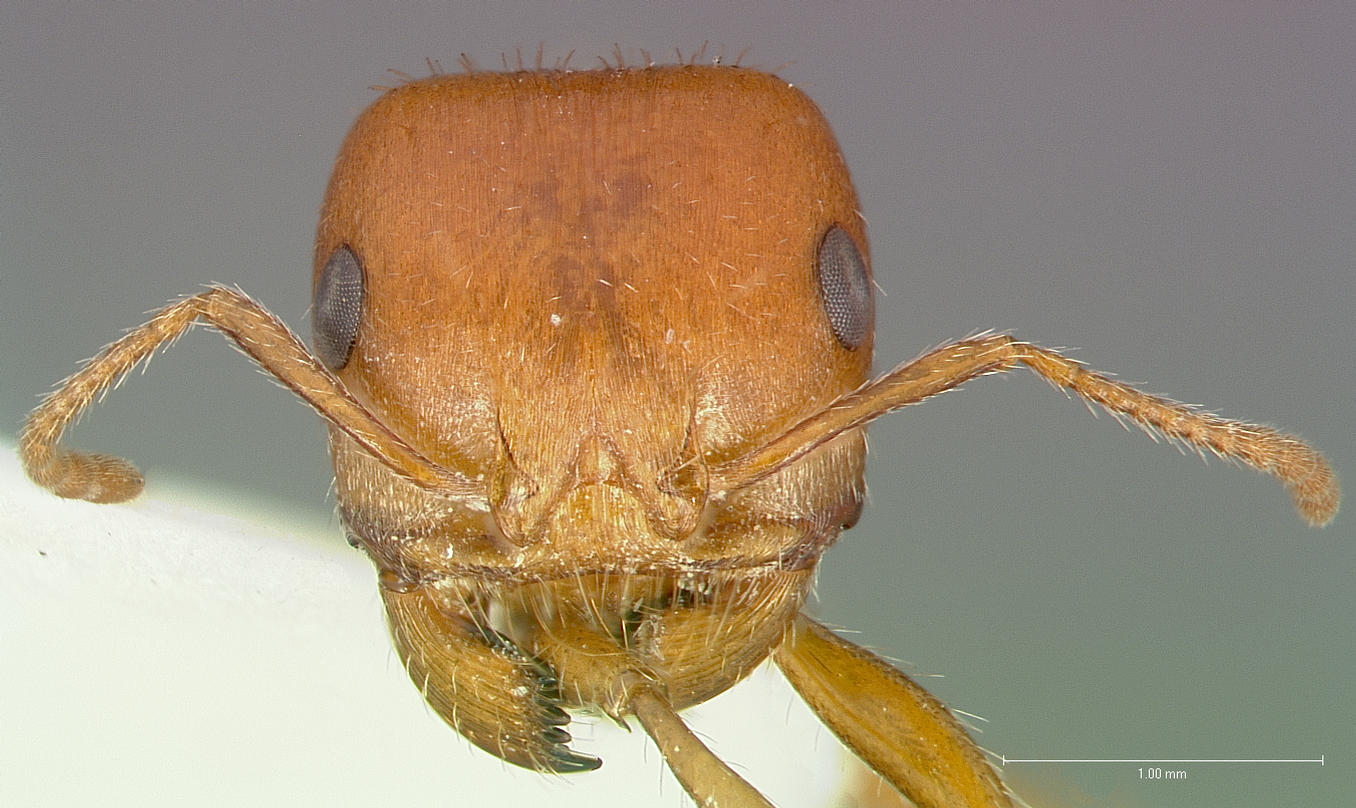